# LG6半自动榴弹发射器
LG6是一款由中華人民共和國湖南兵器轻武器研究所为满足外贸需求而自行研制和生產，并且由北方工业公司銷售的轻便彈鼓供弹式半自動肩射型榴彈發射器，主要發射40×46毫米低速榴彈。
全系统具有重量较轻、精度较高、威力强大、结构紧凑、人机工效性良好、安全可靠、通用性强大、高性價比的优点，在国际武器市场上具有较强大的竞争力。

## 歷史
在中国榴弹发射器之中，LG系列榴彈發射器主要是为了對外出口。自2006年，先后研制出LG1／LG2枪挂式榴弹发射器和LG3自动榴弹发射器。其中LG2和LG3自问世以来，很快就在国际市场上占据了一席之地，目前亦已经完成多次批量出口，并在战场上使用。
然而，随着战争形态、作战样式以及目标特性的不断变化，特别是步兵分队遂行反恐、防暴等作战任务的日益增多，能够在城市街巷、山地丛林等可快速实施密集射击的榴弹发射器成为迫切之需：LG2为单兵武器，重量轻便却只能单发装填，沒有火力持续性不够；而LG3则是火力持续性强大的班组武器，却不能手持使用，机动性不强。
只有转轮式或半自动榴弹发射器，才可填補两者之间的空白。因此，继LG4转轮式榴弹发射器以后，湖南兵器轻武器研究所再研制半自动榴弹发射器以在该市場上佔有一席之位。
目前多国都有研制其半自动榴弹发射器，例如南非丹尼尔PAW-20、美国XM25、捷克CZW SAG-30和中国QLB-06（QLZ-87B）。但大都是发射并非常见的40×46毫米低速榴彈，而是各种新型但未普及或是倾向自用的榴彈。
2014年第七届中国国际警用装备博览会上，湖南兵器轻武器研究所展出LG6半自动榴弹发射器，可说是同时满足了半自动和发射常见的40×46毫米低速榴彈两种要求。

## 设计细節
LG6发射标准型40×46毫米低速弹药，该榴弹在全世界许多国家制造（包括中国）并使用，并具有范围广泛的修改和衍生弹型。
LG6是一枝可半自动射击的半自动榴弹发射器，并藉由反沖作用操作、可拆卸的5或15发弹鼓供弹。
LG6主要旨在一人手持式使用，并设有镂空式槍托、手枪握把和四向导轨護木。機匣顶部的整体式提把內置了立式標尺（連缺口式照門、可折疊或調整）而槍管頂部则具有片狀準星；机匣前方的護木顶部的MIL-STD-1913戰術導軌可装上可选用的专用象限測距式紅點鏡以调节射程及极大地提高其精度。而底部的战朮导轨则可装上可选的垂直前握把或是两脚架用以提高稳定性和精确度。LG6也可架設在轻量型三腳架或是各种车辆的枪架上使用。

## 外部連結
- （英文）—Modern Firearms—NORINCO LG6 automatic grenade launcher （页面存档备份，存于）
- （英文）—Weapon.ge－NORINCO LG6 （页面存档备份，存于）
- （英文）—Guns and Weapons－NORINCO LG6
- （英文）—The Chinese QLZ87 Automatic Grenade Launcher （页面存档备份，存于）（有LG6的描述）